# 小行星556
小行星556（556 Phyllis）是一颗围绕太阳公转的小行星。1905年1月8日，保羅·格茨在海德堡描述了此天体。
該小行星以希腊神话人物、色雷斯国王的女儿、雅典国王得摩丰的妻子費利斯命名。
这颗小行星的绝对星等为9.56等。

## 相关條目
- 小行星列表/10001-11000

## 外部連結
- Asteroid Lightcurve Database (LCDB) （页面存档备份，存于）, query form (info （页面存档备份，存于）)
- Dictionary of Minor Planet Names, Google books
- Discovery Circumstances: Numbered Minor Planets (10001)-(15000) （页面存档备份，存于） – Minor Planet Center
- 小行星556 at AstDyS-2, Asteroids—Dynamic Site
  - Ephemeris · Observation prediction · Orbital info · Proper elements · Observational info
- NASA JPL小天體瀏覽器上的小行星556

| 前一小行星： 小行星555 | 小行星列表 | 後一小行星： 小行星557 |